# 约瑟夫·沙利文
约瑟夫·沙利文（英語：Joseph Sullivan，1987年4月11日—），新西兰男子赛艇运动员。他曾代表新西兰参加2012年夏季奥林匹克运动会赛艇比赛，联同内森·科恩获得男子双人双桨金牌。